# Macumba
 (avril 2015).
Si vous disposez d'ouvrages ou d'articles de référence ou si vous connaissez des sites web de qualité traitant du thème abordé ici, merci de compléter l'article en donnant les références utiles à sa vérifiabilité et en les liant à la section « Notes et références ».
Pour les articles homonymes, voir Macumba (homonymie).
À l'origine[Quand ?], le mot macumba désignait le lieu où les esclaves noirs célébraient leurs rites. Aujourd'hui, il désigne l’ensemble des cultes afro-brésiliens. Ainsi, sous ce terme, on retrouvera l’influence de différents groupes ethniques, notamment les Yorubas, les Ewes, les Fon et les Bantous, et même les Amérindiens qui furent en contact avec les esclaves noirs dès le XVIe siècle.
Contrairement à la croyance populaire occidentale, la macumba n'est pas une danse.[réf. nécessaire]
La macumba est constituée de deux branches principales, l'umbanda (la magie blanche) et la quimbanda (la magie noire).
Les cultes de la macumba se basent principalement sur les possessions rituelles par les orixas (ou dieux).
Dans l'umbanda, Exu est l'intermédiaire entre les hommes et les orixas, il est le gardien des chemins entre les différents plans spirituels, aussi est-il toujours invoqué en premier. Dans la branche quimbanda, les Exu sont les démons, et leur culte remplace celui des orixas habituels.
Selon les différentes branches ethniques, les noms des divinités peuvent varier. À cause de la tyrannie exercée sur les esclaves par les Portugais, l’habitude fut prise de déguiser les divinités de la macumba sous les noms et attributs de différents saints.

## Généalogie
Le mot macumba est un terme générique. Aujourd'hui, et particulièrement dans l'État de Rio de Janeiro (Brésil), il est utilisé pour toutes les formes de religions afro-brésiliennes. Il peut signifier l'acte de sacrifier aux dieux (« faire une macumba » ou « faire un travail de macumba »), le lieu du culte (« aller à une macumba »), les rites qui s'y célèbrent, ou le culte lui-même. 